# Бики (річка)
Бики, Бичок — річка в Україні, у Шосткинському районі Сумської області. Ліва притока Смолянки (басейн Дніпра).

## Опис
Довжина річки приблизно 4,5 км.

## Розташування
Бере початок на південно-східній околиці Пустогорода. Тече переважно на північний захід через село і впадає у річку Смолянку, ліву притоку Свіси.